# Micrathena cicuta
Micrathena cicuta là một loài nhện trong họ Araneidae.
Loài này thuộc chi Micrathena. Micrathena cicuta được miêu tả năm 2004 bởi Gonzaga & Santos.